# درهم‌تنیدگی زیستی

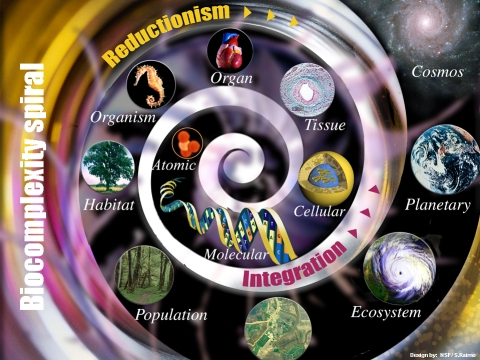
زیست‌پیچیدگی مارپیچی

درهم‌تنیدگی زیستی یا زیست‌پیچیدگی (به انگلیسی: Biocomplexity)، مطالعه ساختارهای پیچیده و رفتار این ساختارها است. رفتار ساختارهای پیچیده، برآمده از برهم‌کنش‌های غیرخطی عوامل فعال سامانه‌ها است؛ و دامنهٔ این برهم‌کنش‌های متقابل، می‌تواند در مقیاس مولکولی تا سلولی و تا جانداران را دربر گیرد. زیست‌پیچیدگی یک پدیدهٔ مارپیچی است، شاید از این روی که بین حوزه، فیزیکی، زیستی، شیمیایی و .. اجتماعی مرزی نمی‌توان قائل شد.

تقریباً هر سامانه‌زیستی، نمایانگر یک سامانه پیچیده است. اما سامانه‌های پیچیده در کلیتِ خود که در ظهوریافتگی، بروز پیدا می‌کند، ویژگی‌هایی دارد که، مجموع تک‌تک اجزای آن سامانه، بدون آن ویژگی‌ها است. این واژه در سال ۲۰۰۰ توسط بنیاد ملی علوم ایالات متحده آمریکا تعریف شده‌است.

## تعریف
مؤسسه زیست‌پیچیدگیِ دانشگاه ایندیانا چنین تعریفی را ارائه می‌دهد؛ زیست‌پیچیدگی یک فلسفه و روش‌شناسی است. زیست‌پیچیدگیِ مُهرِ زندگی را بر خود دارد. زیست‌پیچیدگی، ظهور خودسازمان‌یابی رفتارهای پیچیدهٔ عوامل ساده است. تمرکز این رشته بر رویِ مطالعه شبکه‌های برهم‌کنش‌های و یافتن قوانین حاکم بر این شبکه‌ها است. برای حل معادله زندگی:
هنگامی که مولکول‌ها، سلول‌ها و ارگانیسم‌ها برهم کنش دارند واریاسیون‌های بی پایان ظهور می‌یابند و ساختارهای پیچیده بیشتری توسط عوامل ساده به وجود می‌آید. برای یک ضربان قلب، الکتریسیته، شیمی، زیست‌شناسی و فیزیک گرد هم می‌آیند.
نیگل گلدنفلد فیزیکدان معاصر می‌گوید، پیچیدگی از جایی شروع می‌شود که علیت و بحث رابطهٔ علت و معلول، در شرح آنچه روی داده است، ناتوان می‌ماند. در زیست‌پیچیدگی نمی‌توان دلیل پدیده‌ها را با علت و معلول (یعنی تنها با دو وضعیت) توضیح داد و تنها یک دلیل نهایی پیدا کرد.

## نمونه‌ها
نمونه‌های کلاسیکِ زیست‌پیچیدگی، عبارتند از موتور مولکولی در طول مدت رونویسی (ژنتیک)،
شبکه‌های ژنتیک و متابولیک درون سلولی، برهم‌کنشِ رشته‌های چارچوب یاخته، تمایز و سازمان‌یابی حرکت سلولی در طول بالشِ جنینی و کارکرد شبکه‌های نورون‌ها که مغز را می‌سازد.
این واژه دلالت دارد بر پیچیدگیِ رفتاریِ برهم‌کنش‌های زیستی، اجتماعی، شیمیایی و فیزیکیِ ارگانیسم‌های زنده با محیط‌زیست. مفاهیمِ تنوع زیستی و بوم‌شناسی، زیرمجموعه‌ای از زیست‌پیچیدگی هستند.

## آخرین تحقیقات
- نیکلاس(به انگلیسی: Niklas) و اِنکی(به انگلیسی: Enquist) در سال ۲۰۰۱ تحقیقی در زمینه زیست‌پیچیدگی انجام دادند. بررسی رابطه بین تولید سالانه زیست‌توده و اندازه بزرگی گیاهان.
- پاسگال و همکاران در سال ۲۰۰۰ روی ارتباط شیوع وبا در بنگلادش، با گرم شدن اقیانوس آرام و پدیده ال‌نینو کار کردند. تحقیق‌های دیگری نیز انجام شده‌است.[۲]
- بنیاد ملی علوم در سال ۲۰۰۱ بر روی کارکرد برهم‌کنش‌های داخلیِ میکروارگانیسم‌ها با سامانه‌های زیستی، شیمیایی، زمین‌شناسی، فیزیک و اجتماعی تحقیقی را انجام داد.[۳]